# Rydwan (tarot)
Rydwan – karta tarota należąca do Arkanów Wielkich, oznaczana numerem 7 (VII).
Inne nazwy: Wóz Triumfu, Aleksander Wielki, Pan Zwycięstwa nad Światem.

## Wygląd
Karta przedstawia widziany z przodu rydwan powożony przez mężczyznę, czasem w koronie na głowie. Pojazd jest zaprzężony w parę zwierząt, najczęściej koni, czasem sfinksów - często zwierzęta sprawiają wrażenie próbujących biec w przeciwne strony. Zazwyczaj zwierzęta mają kontrastujące ze sobą barwy.

## Znaczenie
Karta Rydwanu dotyczy zamierzeń i dążenia do ustalonego celu. W położeniu prostym oznacza próbę osiągnięcia sukcesu za wszelką cenę, zakończoną sukcesem. Z kolei w położeniu odwrotnym karta ma znaczenie złowróżbne - sugeruje zdążanie do katastrofy i utratę kontroli nad sytuacją. Ogólnie karta dotyczy także panowania nad samym sobą, a także podróż.

## Galeria

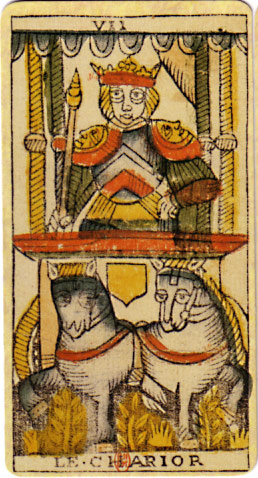
Rydwan z talii tarota marsylskiego Jeana Dodala (XVIII wiek).
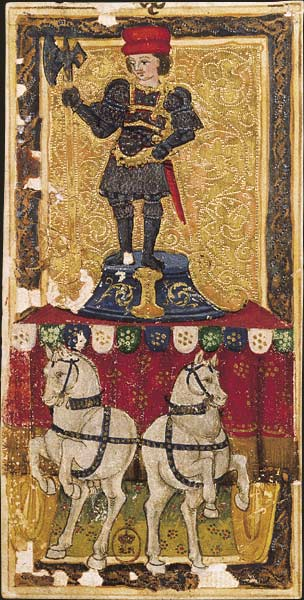
Rydwan z talii Karola VI (XV wiek).
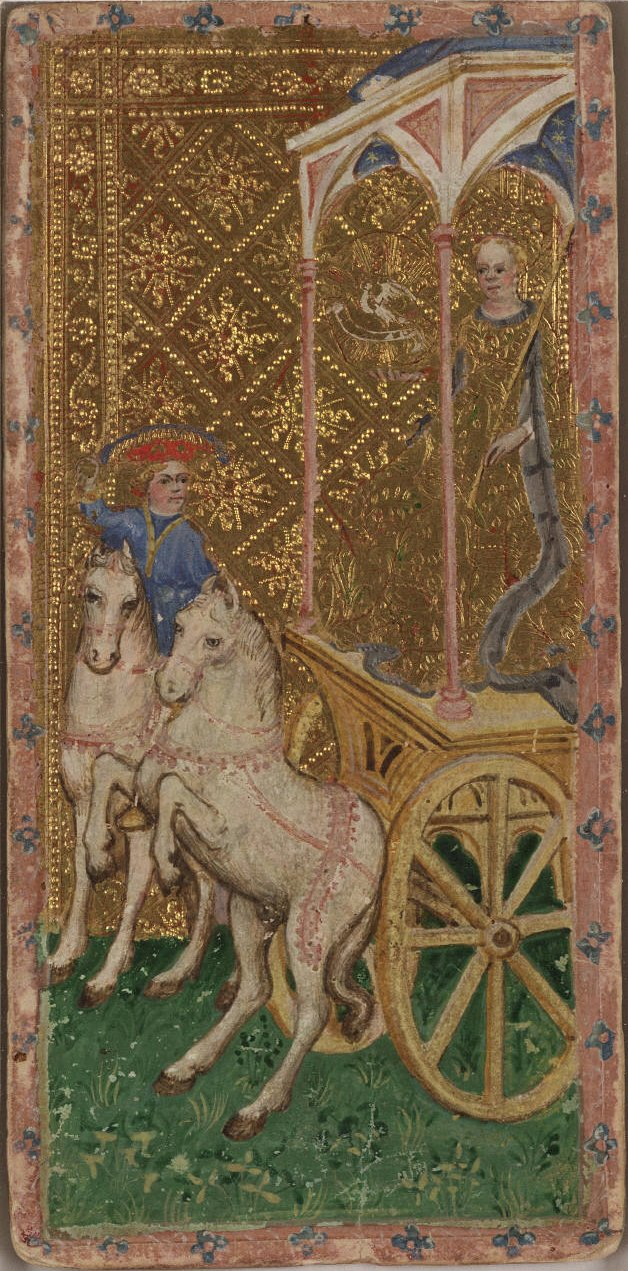
Rydwan z talii tarota Viscontich Cary-Yale zwanej też Visconti di Modrone (XV wiek)
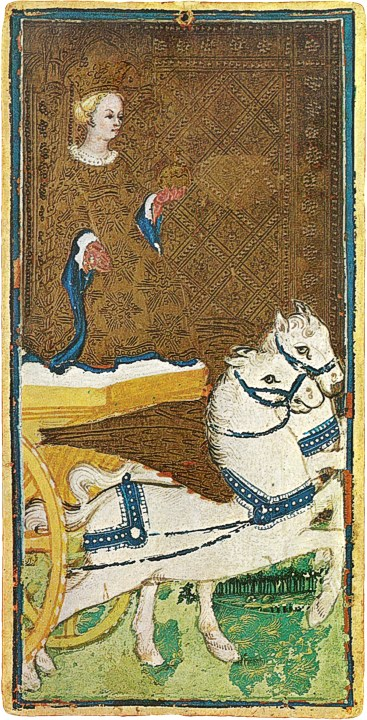
Rydwan z talii tarota Viscontich-Sforzów ze zbiorów Pierpont Morgan-Bergamo (XV wiek) – reprodukcja.
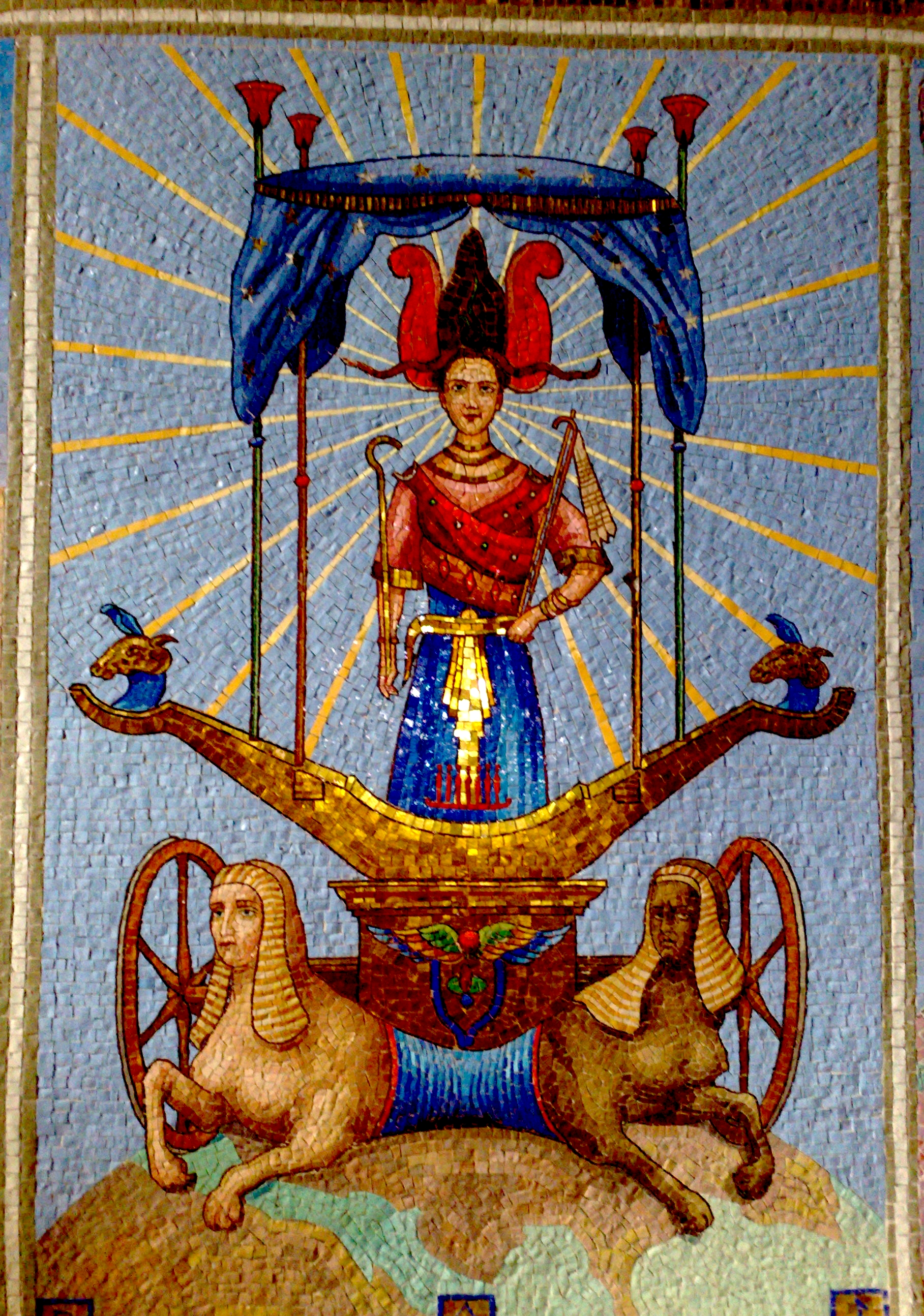
Rydwan (mozaika).